# لاین ۶
لاین ۶ (انگلیسی: Line 6) شرکت تجهیزات موسیقی آمریکایی است، که در سال ۱۹۹۶ تأسیس شد.